# Ava
För andra betydelser, se Ava (olika betydelser).

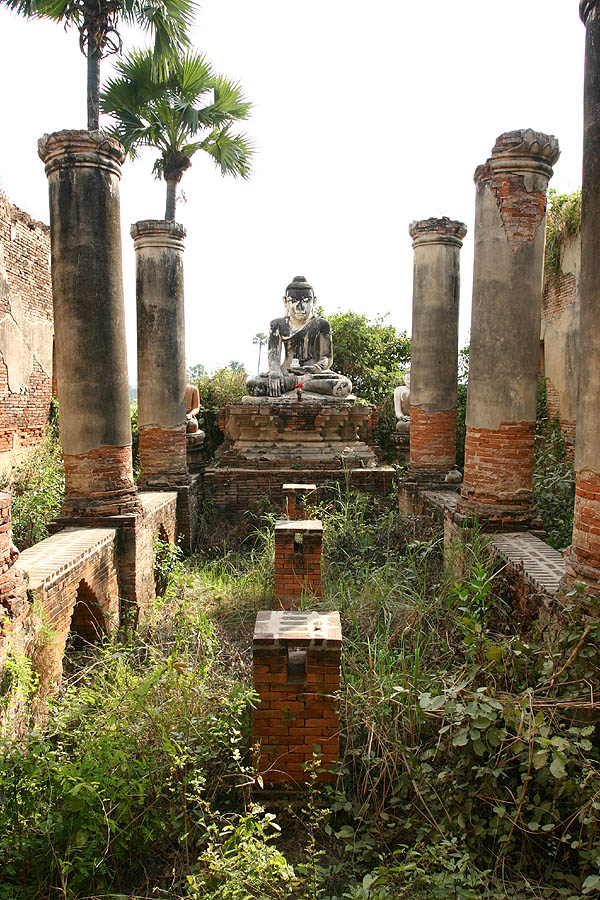
En av de många ruinerna i Ava.

Ava (Innwa), eller Ratanapura (Yadanapura), är en stad i regionen Sagaing i norra Burma (Myanmar), vid floden Irrawaddy, på motsatta sidan från staden Sagaing, med vilken den smälte samman 1889.
Sedan först Pagan fallit för mongolerna och sedan Sagaing för Shaninvasionen flyttades huvudstaden av Thadomin Paya till andra sidan Irrawaddy år 1364. Man byggde i Ava upp religiösa byggnader som efterliknade dem i Pagan, men i mindre skala och rikedom. Staden fick en kort blomstring men saknade bra försvarsmöjligheter och föll för shanfolket 1527. Toungoo-dynastin enade Burma med Ava som huvudstad år 1613, men riket gick under 1752 efter ett uppror i Pegu. År 1823 gjorde kung Bagyidaw Ava till sitt residens, men staden övergavs slutligen av kung Tharawaddi år 1837.

## Historia
Ava var huvudstad i Burma från 1364-1841 och grundades av kung Thadominbya på en konstgjord ö där Ayeyarwady och Myitnge flyter samman genom att gräva en kanal som förbinder de två floder. Tidigare hade Sagaing varit huvudstad, men efter att Sagaing fallit till Shanstaterna flyttades huvudstaden över floden till Ava. Kungarna av Ava kom att återställa den burmesiska överhögheten över närliggande områden, som hade splittrats efter kollapsen av Pagan under den mongoliska invasionen under Kublai Khan som avslutades av det första burmesiska imperiet, som grundades av kung Anawrahta i 1057.
Ava-dynastin (1364-1527) grundades 1364 i Ava. Pagankulturen fick nya impulser och en storhetstid för burmesiska litteratur följde. Konungariket saknade lätt försvarbara gränser och erövrades av Shan 1527.
Kungariket Ava var ständigt involverat i krig med Tai (Shan) stater i norr på gränsen till Yunnan. Upprepade Tai-räder skedde mot huvudstaden i Ava och Ava skickade militär norrut för att attackera Tai-förläningar som tai-staten Mong Mao. Mingdynastin som styrde i Kina från slutet av 1300-talet försökte förgäves få ett slut på dessa stridigheter genom traditionella kinesiska diplomatin. Kinas krig mot Shanstaterna i mitten av 1400-talet understöddes av Ava.
Ava blev 1555 besegrat av det burmesiska Konungariket Taungoo. Detta ledde till grundandet av det andra burmesiska imperiet av kung Tabinshwehti. 1636 flyttade kungen av Taungoo huvudstaden till Ava. Under 1752 revolterade monfolken mot Burmas styre och plundrade Ava. Ett par år senare grundades den nya Konbaung-dynastin och det tredje burmesiska imperiet, Alaungpaya, krossade monfolkens revolt, och efter en period med Shwebo som huvudstad blev Ava åter huvudstad.
Efter den brittiska erövringen av nedre Burma efter andra anglo-burmesiska kriget (1852-53) benämndes övre Burma Konungariket Ava. Under kung Bodawpayas styre (1781-1819) flyttades huvudstaden till Amarapura i närheten. Men hans efterträdare, kung Bagyidaw (1819-1837), flyttade huvudstaden tillbaka till Ava 1823. När en enorm jordbävning orsakade omfattande skador 1841 övergavs Ava slutligen till förmån för Amarapura.
Idag återstår inte mycket av den antika huvudstaden. Under jordbävning som inträffade 1939 blev de flesta av palatsen i Ava förstörda.

## I dag
Staden är idag ett populärt utflyktsmål från Mandalay.
Sevärdheter:
1. Maha Aungmye Bonzan - ett buddhistiskt kloster byggt av Nanmadaw Menyfun, drottning av Bagyidaw, år 1818.
2. Nanmyin utsiktstorn - ett 27 meter höga murade torn, allt som är kvar av Avas palats.
3. Judson Memorial - en sten som markerar platsen för Let Ma Yun-fängelset där amerikanske missionären Adoniram Judson var fängslade under första anglo-burmesiska kriget.
4. Htihlaing Shin Payá - en stupa byggd av kung Kyanzittha av Pagan.
5. Ava-bron - en bro byggd av britterna 1934, tills helt nyligen den enda bron över Ayeyarwadyfloden.